# Aphodiopsis pulawskii
Aphodiopsis pulawskii är en skalbaggsart som beskrevs av Vladimir Balthasar 1970. Aphodiopsis pulawskii ingår i släktet Aphodiopsis och familjen Aphodiidae. Inga underarter finns listade i Catalogue of Life.